# كريس مكجريجور
كريس مكجريجور (بالإنجليزية: Chris McGregor)‏ (و. 1936 – 1990 م) هو ملحن، وعازف بيانو، وقائد فرقة ‏، وعازف جاز جنوب أفريقي، يستخدم آلات بيانو، توفي في أجان، عن عمر يناهز 54 عاماً.

## وصلات خارجية
- كريس مكجريجور على موقع IMDb (الإنجليزية)
- كريس مكجريجور على موقع ميوزك برينز (الإنجليزية)
- كريس مكجريجور على موقع أول ميوزيك (الإنجليزية)
- كريس مكجريجور على موقع ديسكوغز (الإنجليزية)

- كريس مكجريجور في قاعدة بيانات الأفلام على الإنترنت